# Lista odcinków serialu True Jackson
W tym artykule znajduje się lista i opisy odcinków serialu True Jackson.

## Sezony
| Sezon | Sezon | Odcinki | Pierwsza premiera | Ostatnia premiera    | Pierwsza premiera | Ostatnia premiera |
| ----- | ----- | ------- | ----------------- | -------------------- | ----------------- | ----------------- |
|       | 1     | 26      | 8 listopada 2008  | 17 października 2009 | 27 marca 2010     | 8 stycznia 2011   |
|       | 2     | 20      | 14 listopada 2009 | 7 sierpnia 2010      | 16 stycznia 2011  | 5 lutego 2012     |
|       | 3     | 14      | 11 września 2010  | 20 sierpnia 2011     | 17 marca 2012     | 24 czerwca 2012   |

## Sezon 1: 2008-2009
- Ten sezon liczy 26 odcinków
- Keke Palmer, Ashley Argota, Matt Shively oraz Danielle Bisutti są obecni we wszystkich odcinkach.

| 1 | Pilot                       | Gary Halvorson     | Andy Gordon                            | 8 listopada 2008     | 27 marca 2010                                   |
| Dziewczyna zwana True Jackson dostaje pracę jako wiceprezes firmy Mad Style. True zaprasza swoich przyjaciół Lulu i Ryana, aby pomogli jej w pierwszym dniu pracy. Na początku True cieszy się, że dostała tę posadę, jednak później zauważa, że większość pracowników filmy krytykuje jej osobowość i pomysły. True chce zrezygnować z pracy, ale zmienia zdanie po rozmowie z Jimmym. True zwalnia swoją dotychczasową asystentkę i zatrudnia Lulu na tę posadę. |                             |                    |                                        |                      |                                                 |
| 2 | Firing Lulu                 | Roger Christiansen | Dan Kopelman                           | 15 listopada 2008    | 28 marca 2010                                   |
| True musi podjąć decyzję, co do zwolnienia Lulu, po tym jak jej przyjaciółka popełniła poważny błąd przy jednym z projektów True. Po tym jak True zwalnia Lulu, True zaczyna się wstydzić, że zwolniła swoją najlepszą kumpelę. Po zdaniu sobie sprawy, co zrobiła, True przeprasza Lulu i przywraca jej stanowisko. Tymczasem Ryan próbuje stworzyć śmieszną stronę internetową, jednak znowu mu nie wychodzi. Nieobecny: Robbie Amell jako Jimmy Madigan |                             |                    |                                        |                      |                                                 |
| 3 | Baby sitting Dakota         | Roger Christiansen | Steve Baldikoski Bryan Behar           | 22 listopada 2008    | 4 kwietnia 2010                                 |
| Amanda każe True opiekować się supermodelką, Dakotą North. True zdaje sobie sprawę, że trudno jest się nią zająć. Lulu uważa, że Amanda przypisała to zadanie True, aby było jej trudniej. True mówi Dakocie, że ona powinna iść się bawić, i odzyskać swoich starych przyjaciół, ale True nie zdaje sobie sprawy, że tego samego dnia odbywa się konferencja. Tymczasem Ryan próbuje poderwać dziewczynę z Happy Berry Yum Yum, z pomocą Lulu, którą udaje jego dziewczynę. Gość specjalny: Nathalia Ramos jako Dakota North Nieobecny: Robbie Amell jako Jimmy Madigan |                             |                    |                                        |                      |                                                 |
| 4 | Ryan on Wheels              | Gary Halvorson     | Bill Kunstler                          | 6 grudnia 2008       | 23 maja 2010                                    |
| True dostała za zadanie zaprojektować strój dla skate’a. Tymczasem Amanda zwalnia swoją sekretarkę. Jej nowy sekretarz wcale nie wykonuje jej rozkazów. True i Lulu przebierają się za chłopaków i idą odwiedzić Ryana w Skate Parku. Tam dowiadują się, że on nie jeździ wcale tak dobrze jak w jego opowieściach. Te postanawiają mu pomóc wygrać konkurs i tym samym poznać go z mistrzem skatebordingu. Oscarowi jest żal Amandy, więc zwalnia jej nowego leniwego sekretarza. Gość specjalny: Ryan Sheckler jako on sam, David Anthony Higgins jako Dave Nieobecny: Robbie Amell jako Jimmy Madigan, Greg Proops jako Max Madigan |                             |                    |                                        |                      |                                                 |
| 5 | Telling Amanda              | Gary Halvorson     | Andy Gordon                            | 13 grudnia 2008      | 8 lipca 2010                                    |
| Amanda opowiada True, jak to się z niej śmiały w liceum jej okropne koleżanki z powodu jej włosów. Nawet facet w którym się zakochała nie zwracał na nią uwagi. Amanda postanawia się odegrać na nich na nadchodzącym balu po latach. True, Lulu i Ryan muszą ją powstrzymać. Na przyjęciu chłopak, który kiedyś nie zwracał na Amandę uwagi, zaprosił ją do tańca. Amanda postanawia nie mścić się na jej koleżankach. W tym czasie Lulu i Ryan korzystają z atrakcji w limuzynie Amandy. Gość specjalny: Stephen Dunham jako Chad Brackett Nieobecny: Robbie Amell jako Jimmy Madigan |                             |                    |                                        |                      |                                                 |
| 6 | The Prototype               | Joe Menendez       | Steve Joe Greg Schaffer                | 3 stycznia 2009      | 16 maja 2010                                    |
| True wypytuje Amandę, czy sala na suknie jest już gotowa. Ta odpowiada jej, że nic o tym nie wie. True wraz z Lulu i Ryanem postanawiają jej poszukać. Gdy ją odnaleźli True z Lulu znalazły piękną sukienkę. Okazało się, że są dwie takie, więc True pozwala Lulu ją pożyczyć na imprezę. Następnie Oscar mówi True, że było włamanie do sali na suknie i że ukradziono prototyp sukienki, której jeszcze premiery nie było! Okazuje się, że to była sukienka, którą wzięła Lulu. True postanawia odzyskać ją, więc biegnie na imprezę. Pomaga jej również Amanda. Niestety na imprezę przyszedł też pan Madigan. True tłumaczy się mu, że nie wiedziała, że to jest prototyp (nie wiedziała też co to znaczy). Ten jej wybacza i nie zwalnia jej.                                                                                          |                             |                    |                                        |                      |                                                 |
| 7 | ReTRUEnion                  | Gary Halvorson     | Sarah Jane Cunningham Suzie V. Freeman | 17 stycznia 2009     | 18 kwietnia 2010                                |
| brak opisu Nieobecny: Robbie Amell jako Jimmy Madigan, Greg Proops jako Max Madigan |                             |                    |                                        |                      |                                                 |
| 8 | True Takes Iceland          | Gary Halvorson     | Andy Gordon                            | 24 stycznia 2009     | 27 marca 2010                                   |
| Kiedy szef największe detalicznej sieci w Islandii ma wizytę w Mad Style, Amanda i True wraz ze swoimi asystentami konkurują, kogo projekt zostanie wybrany. Tymczasem Ryan próbuje zaimponować modelce, mówiąc, że jest wiceprezesem. Gość specjalny: Julie Bowen jako Claire Underwood |                             |                    |                                        |                      |                                                 |
| 9 | True Matchmaker             | Gary Halvorson     | Jason Kessler                          | 7 lutego 2009        | 11 kwietnia 2010                                |
| Brak opisu Nieobecny: Robbie Amell jako Jimmy Madigan |                             |                    |                                        |                      |                                                 |
| 10 | The Rival                   | Gary Halvorson     | Dan Kopelman                           | 16 lutego 2009       | 6 czerwca 2010                                  |
| True dostaje propozycję pracy u Simona Christiniego, dawnego rywala pana Madigana. Amanda doradza True odrzucić tę ofertę, ponieważ pamięta jak to on kiedyś dał jej tę samą propozycję, a gdy ją przyjęła, traktował ją jak powietrze. Ostatecznie True odrzuca ofertę i zostaje w Mad Style. Gość specjalny: Andy Richter jako Simon Christini Nieobecny: Robbie Amell jako Jimmy Madigan |                             |                    |                                        |                      |                                                 |
| 11 | Company Retreat             | Brent Carpenter    | Andy Gordon                            | 28 lutego 2009       | 20 czerwca 2010                                 |
| Pan Madigan zaprosił psychologa, aby pomógł pracownikom Mad Style współpracować ze sobą. Połączył ich w pary i każdemu kazał na kartce zanotować swój sekret i dać swojemu partnerowi. Ma to zapewnić, że partner nie wyda swojego sekretu. Lulu przeczytała sekret pana Madigana: chce sprzedać Mad Style. True dowiedziała się o tym i poszła porozmawiać z panem Madiganem. Ostatecznie pan Madigan rozmyśla się widząc, że True tak bardzo na tym zależy. Na końcu odcinka zostały odczytane pozostałe sekrety: True - jest zakochana w Jimmym, Lulu - nie znosi, gdy ktoś uważa ją za niemądrą, Ryana - stłukł rzeźbę pana Madigana, Amandy – stłukła rzeźbę pana Madigana, Oscara – za każdym razem gdy ktoś stłucze rzeźbę pana Madigana odkupuje ją. Gość specjalny: Dave Foley jako Ted Begley, Yvette Nicole Brown jako Coral Barns |                             |                    |                                        |                      |                                                 |
| 12 | Keeping Tabs                | Bob Koherr         | Sib Ventress                           | 7 marca 2009         | 13 czerwca 2010                                 |
| Amanda mówi True, że każdy pracownik Mad Style ma do dyspozycji kartę kredytową. True postanawia ją wykorzystać i funduje obiad sobie, Lulu i Ryanowi, kupuje hamak, nowy telefon z brylancikami itp. Lecz Oscar mówi jej, że jest w tarapatach, ponieważ księgowa firmy jest na nią bardzo zdenerwowana, że tak dużo wydała. True oddaje do sklepu wszystkie zakupy(poza obiadem). Ale musiała pójść na spotkanie do księgowej. Amanda doradza jej, aby kłamała. True postanawia mówić prawdę. Księgowa nie jest na nią zła, ale podziękowała jej, że rano zatrzymała jej windę, i dzięki temu musiała schodzić po schodach. Nieobecny: Robbie Amell jako Jimmy Madigan, Greg Proops jako Max Madigan |                             |                    |                                        |                      |                                                 |
| 13 | Red Carpet                  | Katy Garretson     | Dan Signer                             | 21 marca 2009        | 30 maja 2010                                    |
| True szyje suknię dla znanej aktorki. Suknia nie podoba się aktorce, więc szyje nową według jej porad. Na gali suknia zostaje wyśmiana przez prezenterkę i okrzyknięta mianem choinki. True postanawia pójść na następną galę by pokazać jej oryginał. Po powrocie do Mad Style okazuje się, że jest wiele zamówień na taką samą. Gość specjalny: Arden Myrin jako Big TV Actress, Rachael Harris jako Kitty Monreaux |                             |                    |                                        |                      |                                                 |
| 14 | Switcheroo                  | Eric Dean Seaton   | Sib Ventress                           | 11 kwietnia 2009     | 14 listopada 2010                               |
| Brak opisu |                             |                    |                                        |                      |                                                 |
| 15 | True Intrigue               | Jean Sagal         | Jason Kessler                          | 22 kwietnia 2009     | 4 lipca 2010                                    |
| Pan Madigan wraca z wakacji z Afryki. W tym czasie True czeka na gościa. Okazuje się, że jest studentką i krok w krok chodzi za True. W tym czasie Lulu dostała skomplikowanego SMS-a od swojego chłopaka. Okazuje się, że studentka została przysłana przez Simona Christiniego, który ją zwolnił. Teraz pracuje w kawiarence w Mad Style Nieobecny: Robbie Amell jako Jimmy Madigan |                             |                    |                                        |                      |                                                 |
| 16 | Amanda Hires a Pink         | Katy Garretson     | Andy Gordon                            | 16 maja 2009         | 26 września 2010                                |
| True zaprasza do Mad Style nową dziewczynę w szkole, Pinky, która zostaje jej nową asystentką. True jest zła na nią, ponieważ nie traktuje tej pracy poważnie. Później Pinky urządziła sobie w studiu „plac zabaw”. Ostatecznie True zwalnia Pinky. Gość specjalny: Jennette McCurdy jako Pinky Turzo Nieobecny: Robbie Amell jako Jimmy Madigan, Greg Proops jako Max Madigan |                             |                    |                                        |                      |                                                 |
| 17 | Max Mannequin               | Gary Halvorson     | Tom Gammill Max Pross                  | 13 czerwca 2009      | 13 listopada 2010                               |
| brak opisu Gość specjalny: Kevin Farley jako Officer Hooley Nieobecny: Robbie Amell jako Jimmy Madigan |                             |                    |                                        |                      |                                                 |
| 18 | True’s New Assistant        | Gary Halvorson     | Russ Woody                             | 27 czerwca 2009      | 19 grudnia 2010                                 |
| Brak opisu Nieobecny: Robbie Amell jako Jimmy Madigan |                             |                    |                                        |                      |                                                 |
| 19 | House Party                 | Roger Christiansen | Linda Videtta Figueiredo               | 11 lipca 2009        | 19 listopada 2010                               |
| Brak opisu Gość specjalny: Taylor Parks jako Shelly Nieobecny: Robbie Amell jako Jimmy Madigan |                             |                    |                                        |                      |                                                 |
| 20-21 | Back to School Testing True | Gary Halvorson     | Andy Gordon                            | 25 lipca 2009        | 19 grudnia 2010 (cz. 1) 8 stycznia 2011 (cz. 2) |
| Brak opisu Gość specjalny: Gail O’Grady jako Sophie Girard, Willow Smith jako młoda True oraz Kelly Perine jako Larry Jackson (tata True) Nieobecny: Robbie Amell jako Jimmy Madigan |                             |                    |                                        |                      |                                                 |
| 22 | Fashion Week                | Gary Halvorson     | Andy Gordon Dan Kopelman               | 12 września 2009     | 12 listopada 2010                               |
| Brak opisu Gość specjalny: Ian Gomez jako Jobi Castanueva |                             |                    |                                        |                      |                                                 |
| 23 | True Crush                  | Gary Halvorson     | Sarah Jane Cunningham Suzie V. Freeman | 19 września 2009     | 27 czerwca 2010                                 |
| True dostaje dwa zaproszenia na bal „Z opóźnieniem”. Postanawia zaprosić Jimmy’ego. W tym czasie do Amandy przyjeżdża nowa modelka Vivian Victoria Justice. Ta udaje niemądrą, aby zdenerwować Amandę. True pyta Amandę jak zaprosić Jimmy’ego. Ta radzi, aby go uwodziła, lub zaprosiła go w sukni balowej. True próbuje wszystkiego, lecz ostatecznie Jimmy zaprasza Vivian. Gość specjalny: Victoria Justice jako Vivian Nieobecny: Greg Proops jako Max Madigan |                             |                    |                                        |                      |                                                 |
| 24 | Hotshot                     | Gary Halvorson     | Dan Kopelman                           | 26 września 2009     | 2 stycznia 2011                                 |
| Brak opisu Nieobecny: Robbie Amell jako Jimmy Madigan |                             |                    |                                        |                      |                                                 |
| 25 | The Wedding                 | Bob Koherr         | Andy Gordon                            | 3 października 2009  | 4 grudnia 2010                                  |
| Brak opisu Gość specjalny: Jack Plotnick jako Matsor LaRue Nieobecny: Robbie Amell jako Jimmy Madigan |                             |                    |                                        |                      |                                                 |
| 26 | The Dance                   | Brent Carpenter    | Sarah Jane Cunningham Suzie V. Freeman | 17 października 2009 | 12 grudnia 2010                                 |
| Brak opisu Nieobecny: Greg Proops jako Max Madigan |                             |                    |                                        |                      |                                                 |

## Sezon 2: 2009-2010
- Ten sezon liczy 20 odcinków.
- Keke Palmer, Ashley Argota, Matt Shively oraz Robbie Amell są obecni we wszystkich episodach.

| 27 | The New Kid „Little Shakespeare”    | Gary Halvorson            | Sebastian Jones                        | 21 listopada 2009 | 16 stycznia 2011 |
| Brak opisu Gość Specjalny: Tyler James Williams jako Justin, Janel Parrish jako Kyla oraz Natasha Bedingfield jako ona sama |                                     |                           |                                        |                   |                  |
| 28 | Flirting With Fame                  | Gary Halvorson            | Sib Ventress                           | 21 listopada 2009 | 23 stycznia 2011 |
| Brak opisu Gość Specjalny: Tyler James Williams jako Justin, Janel Parrish jako Kyla oraz Natasha Bedingfield jako ona sama |                                     |                           |                                        |                   |                  |
| 29 | My Boss Ate My Homework             | Roger Christiansen<enter> | Dana Sprovieri                         | 16 stycznia 2010  | 30 stycznia 2011 |
| Pan Madigan zjada flashdriva True, więc ląduje w kozie w szkole. Gość Specjalny: Richard Karn jako Fire Marshal O’Dannon |                                     |                           |                                        |                   |                  |
| 30 | True Concert                        | Gary Halvorson            | Dan Kopelman                           | 14 listopada 2009 | 6 lutego 2011    |
| True potrzebuje 6.000 dolarów podwyżki, aby ocalić jej szkołę, więc musi znaleźć jakiegoś piosenkarza. Udaje jej się namówić Justina Biebera, aby zaśpiewał jeden ze swoich hitów - „One Time”. Gość Specjalny: Justin Bieber jako on sam, Care Bears on Fire jako oni sami Nieobecni: Danielle Bisutti jako Amanda Cantwell, Ron Butler jako Oscar oraz Greg Proops jako Max Madigan |                                     |                           |                                        |                   |                  |
| 31 | True Valentine                      | Gary Halvorson            | Sebastian Jones                        | 6 lutego 2010     | 13 lutego 2011   |
| True organizuje dyskotekę z okazji walentynek. Zaprasza na nią Jimmy’ego jako swojego kumpla. Liczy, że się z nim zaprzyjażni, a potem wyzna mu co do niego naprawdę czuje. Lulu martwi się bo jej chłopaka nigdzie nie ma, podczas gdy on i Jimmy komponują dla niej piosenkę. Na dyskotece Ryan wysadza wielki wulkan, gdy Mikey J śpiewa dla Lulu. Kelsy go ratuje i przyznaje, że go lubi, a Jimmy mówi True, że chce być kimś więcej niż kumplem! Nieobecni: Greg Proops jako Max Madigan oraz Dan Kopelman jako Kopelman |                                     |                           |                                        |                   |                  |
| 32 | True Date                           | Dennie Gordon             | Steve Joe                              | 20 lutego 2010    | 13 lutego 2011   |
| Jimmy i True umawiają się na pierwszą randkę. Lulu pomaga true tam dotrzeć. Po drodze pan Madigan postanawia towarzyszyć dziewczętom, a Jimmy zostaje przykuty do Ryana. W końcu True i Jimmy docierają do parku, a chwilę po tym jak mówią, że muszą dać sobie szansę, pan Madigan wypada z krzaków i pyta ich czy to randka a oni zaprzeczają. Nieobecni: Ron Butler jako Oscar |                                     |                           |                                        |                   |                  |
| 33 | Little Buddies                      | Adam Weissman             | Sib Ventress                           | 30 stycznia 2010  | 6 marca 2011     |
| Brak opisu Gość Specjalny: Bobb’e J. Thompson jako Nate Nieobecny: Greg Proops jako Max Madigan |                                     |                           |                                        |                   |                  |
| 34 | The Hunky Librarian                 | Roger Christiansen        | Sarah Jane Cunningham Suzie V. Freeman | 13 marca 2010     | 13 marca 2011    |
| Nieobecni: Ron Butler jako Oscar |                                     |                           |                                        |                   |                  |
| 35 | True Parade                         | Gary Halvorson            | Andy Gordon                            | 12 grudnia 2009   | 25 grudnia 2011  |
| Brak opisu Gość Specjalny: Nicole Sullivan jako Kreuftlva the fortune-teller |                                     |                           |                                        |                   |                  |
| 36 | True Drama                          | Roger Christiansen        | Steve Joe                              | 9 stycznia 2010   | 20 marca 2011    |
| Brak opisu Gość Specjalny: Jennette McCurdy jako Pinky Turzo Nieobecni: Ron Butler jako Oscar oraz Greg Proops jako Max Madigan |                                     |                           |                                        |                   |                  |
| 37 | Saving Snackleberry                 | Roger Christiansen        | Stacey Cantwell                        | 20 marca 2010     | 27 marca 2011    |
| Brak opisu |                                     |                           |                                        |                   |                  |
| 38 | Pajama Party                        | Gary Halvorson            | Steve Joe                              | 3 kwietnia 2010   | 27 lutego 2011   |
| Brak opisu Gość Specjalny: Vivica A. Fox jako Ms. Jackson, John Cena jako on sam |                                     |                           |                                        |                   |                  |
| 39 | The Gift                            | Roger Christiansen        | Andy Gordon                            | 17 kwietnia 2010  | 20 lutego 2011   |
| Brak opisu |                                     |                           |                                        |                   |                  |
| 40 | True Royalty                        | Roger Christiansen        | Sarah Jane Cunningham Suzie V. Freeman | 1 maja 2010       | 3 kwietnia 2011  |
| Brak opisu Gość specjalny: Nathan Kress jako Książę Gabriel, Oliver Muirhead jako Ian, Tom Kenny jako Bingo, J. P. Manoux jako Snackleberry Junction, Kent Shocknek jako on sam Nieobecny: Greg Proops jako Max Madigan |                                     |                           |                                        |                   |                  |
| 41 | True Fear                           | Gary Halvorson            | Sib Ventress                           | 8 maja 2010       | 5 lutego 2012    |
| Brak opisu |                                     |                           |                                        |                   |                  |
| 42 | The Reject Room                     | Gary Halvorson            | Dan Kopelman                           | 15 maja 2010      | 17 kwietnia 2011 |
| Brak opisu |                                     |                           |                                        |                   |                  |
| 43/44 | Mission Gone Bad „Trapped in Paris” | Gary Halvorson            | Andy Gordon                            | 22 maja 2010      | 9 kwietnia 2011  |
| Obrączka żony pana Madigana jest pęknięta. Prosi on True aby ta zaniosła ją do jubilera. True wkłada pierścionek do kieszeni kamizelki po czym wysyła ją do Paryża. Gość specjalny: Gage Golightly jako Vanessa, Jessica Makinson jako pasażerka, Michele Boyd jako Nicole, Stefán Karl Stefánsson jako Karl Gustav, Samantha Boscarino jako Carla Gustav, Lawrence Palmer jako Ricky Racecar |                                     |                           |                                        |                   |                  |
| 45 | Heatwave                            | Gregg Heschong            | Steve Joe                              | 26 czerwca 2010   | 24 kwietnia 2011 |
| Brak opisu |                                     |                           |                                        |                   |                  |
| 46 | True Magic „True Kiss”              | Alfonso Ribeiro           | Andy Gordon                            | 7 sierpnia 2010   | 1 maja 2011      |
| Brak opisu |                                     |                           |                                        |                   |                  |

## Sezon 3: 2010-2011
- Ten sezon liczy 14 odcinków.
- Keke Palmer, Ashley Argota i Matt Shively są obecni we wszystkich epizodach.

| 47 | True Luck              | –                   | Leonard R. Garner, Jr. | Steve Joe                              | 11 września 2010     | 17 marca 2012    |
| Brak opisu |                        |                     |                        |                                        |                      |                  |
| 48 | The Fifth of Prankuary | –                   | Sheldon Epps           | John Quaintance                        | 25 września 2010     | 1 kwietnia 2012  |
| Brak opisu |                        |                     |                        |                                        |                      |                  |
| 49 | Mad Rocks              | –                   | Shelley Jensen         | Sarah Jane Cunningham Suzie V. Freeman | 2 października 2010  | 18 marca 2012    |
| Brak opisu |                        |                     |                        |                                        |                      |                  |
| 50 | True Secret            | –                   | Roger Christiansen     | Sib Ventress                           | 9 października 2010  | 25 marca 2012    |
| Brak opisu |                        |                     |                        |                                        |                      |                  |
| 51 | Class Election         | –                   | Leonard R. Garner, Jr. | Andy Gordon                            | 16 października 2010 | 8 kwietnia 2012  |
| Brak opisu |                        |                     |                        |                                        |                      |                  |
| 52 | True Drive             | –                   | Leonard R. Garner, Jr. | Tiffany Zehnal                         | 6 listopada 2010     | 15 kwietnia 2012 |
| Brak opisu |                        |                     |                        |                                        |                      |                  |
| 53 | True Disaster          | –                   | Sheldon Epps           | Sib Ventress                           | 13 listopada 2010    | 29 kwietnia 2012 |
| Brak opisu |                        |                     |                        |                                        |                      |                  |
| 54 | True Fame              | –                   | Leonard R. Garner, Jr. | Manny Basanese                         | 5 lutego 2011        | 22 kwietnia 2012 |
| Brak opisu |                        |                     |                        |                                        |                      |                  |
| 55 | Field Trip             | –                   | Barnet Kellman         | Steve Joe                              | 12 lutego 2011       | 20 maja 2012     |
| Brak opisu |                        |                     |                        |                                        |                      |                  |
| 56 | Principal for a Day    | –                   | Gary Halvorson         | Dan Kopelman                           | 26 lutego 2011       | 27 maja 2012     |
| Brak opisu |                        |                     |                        |                                        |                      |                  |
| 57 | True Mall              | –                   | Gary Halvorson         | Andy Gordon Dan Kopelman               | 5 marca 2011         | 3 czerwca 2012   |
| Brak opisu |                        |                     |                        |                                        |                      |                  |
| 58 | Ditch Day              | –                   | Paul Lazarus           | Sebastian Jones                        | 19 marca 2011        | 23 czerwca 2012  |
| Brak opisu |                        |                     |                        |                                        |                      |                  |
| 59/60 | Mystery in Peru        | Peruwiańska zagadka | Gary Halvorson         | Andy Gordon                            | 20 sierpnia 2011     | 24 czerwca 2012  |
| Amanda wychodzi za Broka, bejsbolistę grupy lamy. Ślub chce wziąć w Peru. True chce wyprodukować sukienkę jednak potrzebuje do tego 20 000. Od Amandy dowiaduje się, że w zeszłym roku został skradziony klejnot Peru. Za znalezienie go wyznaczono nagrodę 20 000. True postanawia go znaleźć, żeby wyprodukować sukienkę. Lulu postanawia jej pomóc. Dowiaduje się także, że Mikey J przeprowadza się do Norwegii na rok. Ryan wraz z Jimmy też chcą znaleźć klejnot. Cała czwórka leci do Peru. Jednak tuż przed odlotem samolot goni Mikey J, kiedy wsiada daje Lulu „klucz do swojego serca”, żeby zawsze pamiętała, że będzie ją kochał. True udaje się znaleźć klejnot jednak wraz z Lulu, Ryanem i Jimmym zostaje uwięziona przez „pana dużego”, który ukradł klejnot, ponieważ należał do jego babci. W międzyczasie Amanda dowiaduje się, że żeby wyjść za Broka, musi pokonać „miazgę” najlepszego pałkarza w Peru. True, Lulu, Jimmy i Ryan uciekają od „pana dużego”, dzięki kluczykowi który Lulu dostała od Mikey Jeja. Amanda ma pokonać „miazgę”, jednak cztery razy pudłuje. Brok jednak nie chce rozstać się z ukochaną. Mikey J zlatuje z nieba ze spadochronem, żeby powiedzieć Lulu że nigdzie się nie przeprowadza. Lulu i Mikey J całują się po raz pierwszy. Niespodziewanie wulkan wybuchł. Max Madigan chce powiedzieć True coś bardzo ważnego. Wyznaje jej, że spodziewa się syna i odchodzi z firmy chce aby prezesem została True. W międzyczasie Amanda i Brok siedzą przy fontannie młodości. Chcą napić się, aby stać się znowu młodym. Przez przypadek Amanda wpada do fontanny i staje się małą dziewczynką. True zatrudnia wszystkich swoich przyjaciół w firmie i zmienia ją całkowicie. Notatka: Jest to ostatni odcinek trzeciego sezonu, jak też i ostatni odcinek serialu. |                        |                     |                        |                                        |                      |                  |